# Carparachne aureoflava
Carparachne aureoflava is een spinnensoort uit de familie van de jachtkrabspinnen (Sparassidae). De wetenschappelijke naam van de soort werd in 1966 gepubliceerd door Reginald Frederick Lawrence.
De spin leeft in de Namibwoestijn. Hij maakt geen web maar jaagt actief op prooien. De maximale lichaamslengte is ongeveer 20 millimeter. Bij een beet wordt een matig giftige stof ingebracht, maar deze is niet schadelijk voor de mens. De spin graaft ondergrondse tunnels die met spinrag bekleed worden.
De spin heeft een methode ontwikkeld om aan parasitoïde spinnendoders te ontsnappen. Met name bij het maken van een nieuwe woontunnel is de spin kwetsbaar. Bij het opmerken van een spinnendoder zal de spin zich snel begraven in het zand of de wesp proberen aan te vallen. Als dit niet lukt, rolt de spin zijdelings met een snelheid van bijna 1 meter per seconde weg waarbij hij tot 44 omwentelingen per seconde maakt.